# Кан Чже Йон
Кан Чже Йон (кор. 강채영, нар. 8 червня 1996) — південнокорейська лучниця, олімпійська чемпіонка 2020 року, триразова чемпіонка світу.

## Виступи на Олімпіадах
| Олімпіада  | Дисципліна        | Місце |
| ---------- | ----------------- | ----- |
| Токіо 2020 | командна першість | 1     |